# Kulturní dědictví

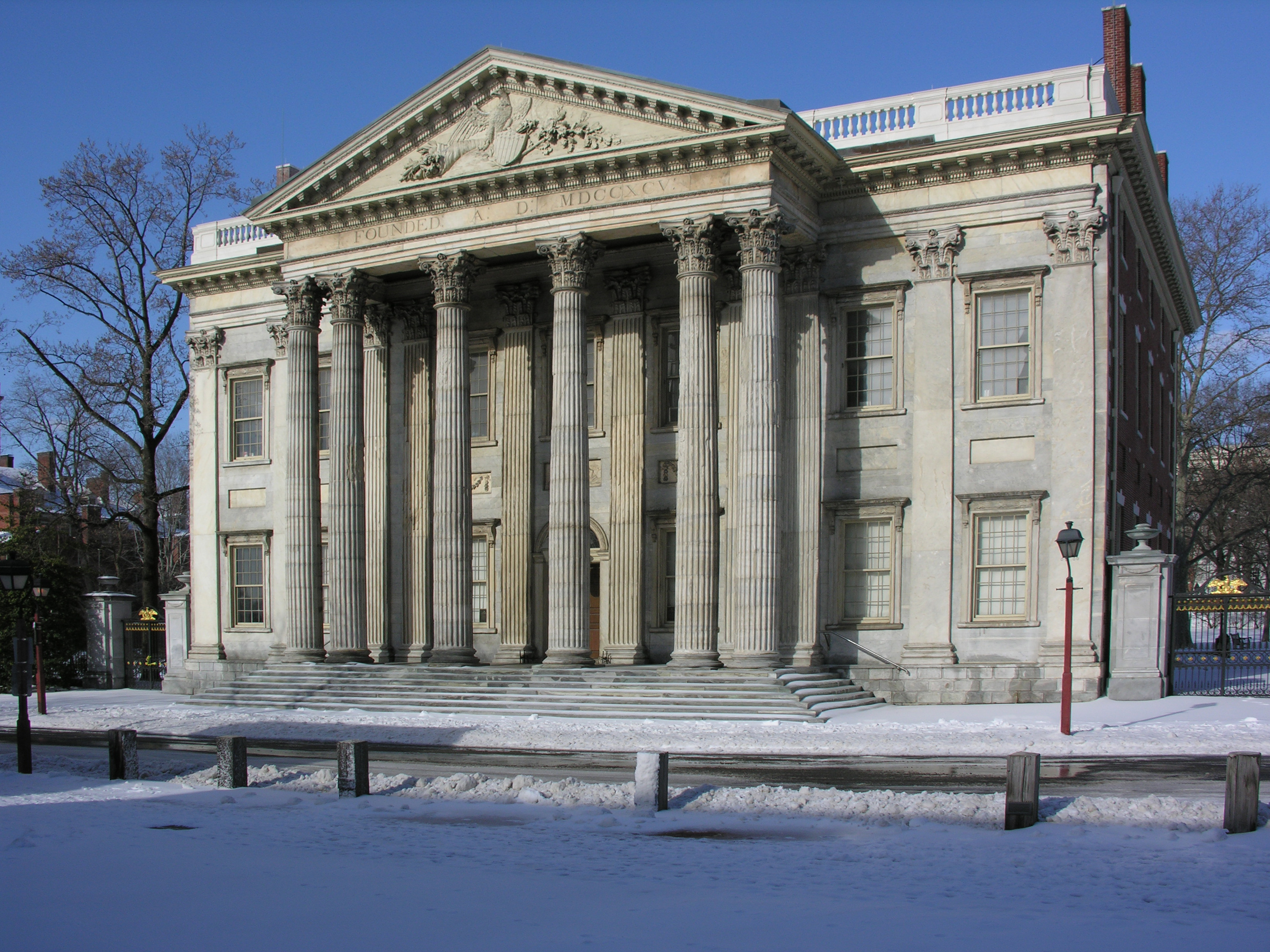
První banka ve Philadelphii v USA

Kulturní dědictví je souhrn kulturních statků světa nebo některé společnosti či kultury. Je nedílnou součástí kultury a důležitou, v některých případech jedinečnou součástí kulturního života lidské společnosti. Lze je definovat jako konfiguraci kulturních prvků, … jež jsou jako trvalé kolektivní vlastnictví a všeobecně sdílený výsledek materiální a duchovní činnosti členů určité kultury předávány následujícím pokolením jako specifický typ dědictví.
Jednodušeji řečeno, kulturní dědictví je vše, co člověk v minulosti vytvořil a co mělo vliv na rozvoj kultury a vykazuje to jistou kulturní a památkovou hodnotu.
Termín héritage (francouzsky „dědictví“) pro kulturní statky razil na konci 18. století Henri-Baptiste Grégoire (biskup v Blois).

## Rozdělení kulturního dědictví
Kulturní dědictví můžeme rozdělit na materiální a nemateriální. Nemateriální zahrnuje vše, co nemá hmotnou podstatu, předává se z generace na generaci a může se měnit v závislosti na vnějším prostředí. Řadíme sem:
- myšlenky, rčení, přísloví, citáty
- interpretační umění (např. hudba)
- společenské zvyklosti, tradice, zvyky
- vědomosti a zkušenosti
- dovednosti v tradičních řemeslech[3]

Materiální kulturní dědictví zahrnuje památky a jiné hmotné výtvory člověka. Patří sem architektura, sochařství, malířství a grafika, užité umění (např. keramika či sklářství), nebo také literární díla, oblečení, vynálezy či pokrmy.
Kulturní dědictví lze rozdělit i následovně:
- památníky (architektonická, sochařská či malířská díla mající výjimečnou hodnotu z hlediska dějin, umění či vědy)
- skupiny budov (mající z důvodu své architektury či umístění v krajině výjimečnou hodnotu, z hlediska dějin, umění či vědy)
- lokality (výtvory člověka či kombinovaná díla přírody a člověka a oblasti zahrnující místa archeologických nálezů).[4]

Nejvýznamnější památky kulturního dědictví se zařazují na seznam světového dědictví UNESCO.
V České republice to jsou tyto:
1. Historické jádro Prahy
2. Historické jádro Českého Krumlova
3. Historické jádro Telče

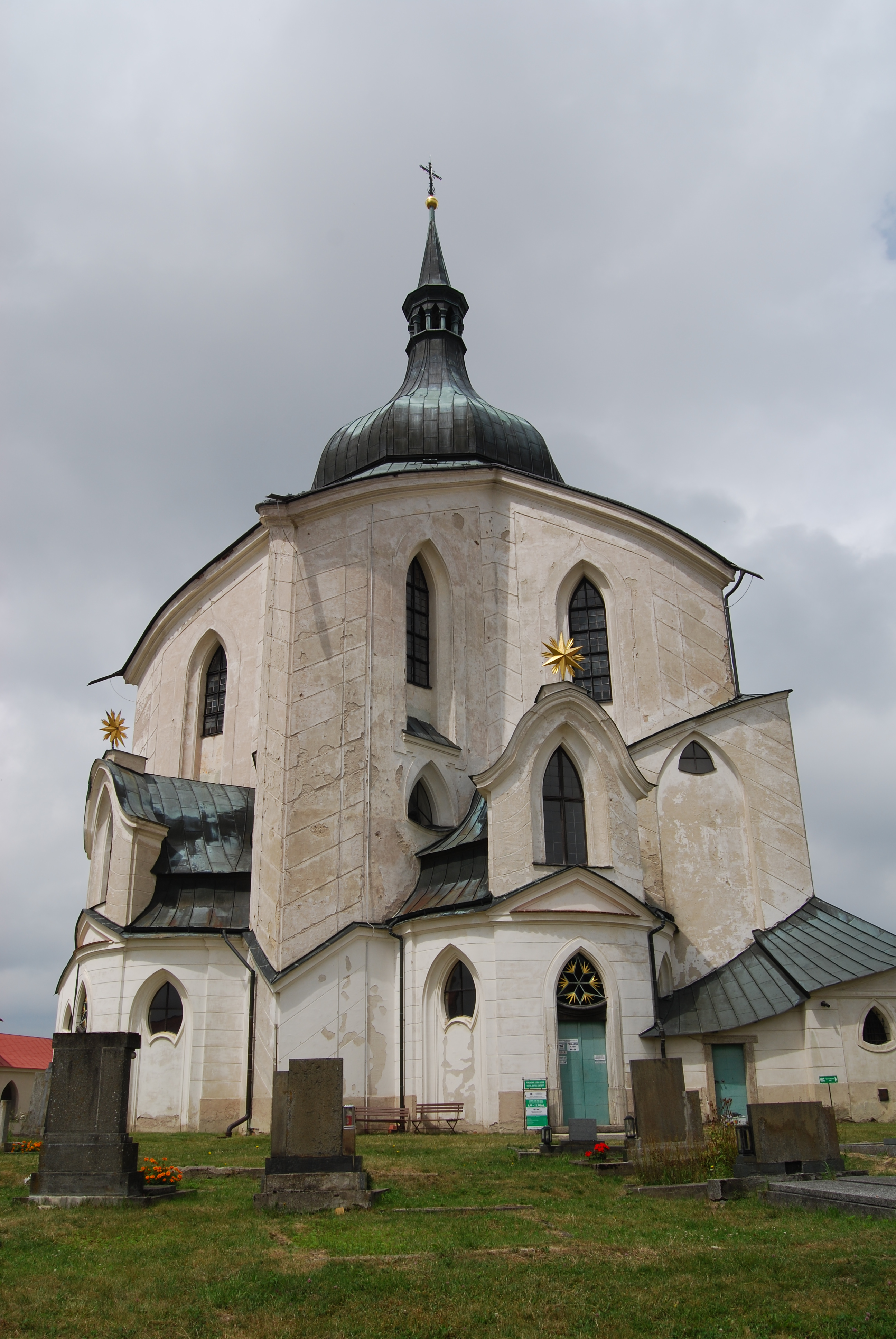
Kostel svatého Jana Nepomuckého ve Žďáru nad Sázavou

4. Kostel svatého Jana Nepomuckého ve Žďáru nad Sázavou Poutní kostel svatého Jana Nepomuckého na Zelené hoře ve Žďáru nad Sázavou
5. Historické jádro Kutné Hory s chrámem svaté Barbory a kostel Nanebevzetí Panny Marie a svatého Jana Křtitele v Sedlci
6. Lednicko-valtický areál
7. Holašovice
8. Zahrady a zámek v Kroměříži
9. Zámek v Litomyšli
10. Sloup nejsvětější trojice v Olomouci
11. Vila Tugendhat v Brně
12. Třebíčská židovská čtvrť a bazilika svatého Prokopa

Dále jsou památky na území České republiky chráněny těmito vyhlášeními:
- Národní kulturní památka
- Kulturní památka
- Památková rezervace
- Památková zóna

Kulturní dědictví nám zpřístupňují různé kulturní zařízení a akce, nejčastěji to jsou muzea, galerie nebo divadla.

## Význam kulturního dědictví
Kulturní dědictví má pro nás několik základních významů.
1. Význam historický, vzdělávací, kdy kulturní památky odkazují na minulost, historii a vývoj kultury
2. Význam společenský, kdy kultura a kulturní dědictví hraje významnou úlohu v našem životě (každý si občas zajde do divadla nebo do muzea);
3. Význam kultivační, kdy kultura včetně kulturního dědictví přispívá k osobnostnímu rozvoji člověka
4. Význam identifikační, kdy určuje specifický ráz jednotlivých prostředí a tím i národní identitu
5. Význam ekonomický, kdy kulturní dědictví je zdrojem příjmů a to především díky cestovnímu ruchu
6. Význam reprezentativní, kdy prokazuje přínos dané společnosti (např. v podobě marketingového využití, či tvorby pracovních míst) kdy reprezentuje její prostředí a dostává zpětnou vazbu v podobě respektu a porozumění
7. Význam integrační, kdy pomáhá jedincům začlenit se do společnosti.[5]